# Johann Philipp Schifferdecker
Johann Philipp Schifferdecker (* 31. Mai 1811 in Mosbach; † 1. Oktober 1887 in Königsberg i. Pr.) war ein deutscher Industrieller.

## Leben
Wie seine Vorfahren lernte Schifferdecker die Brauerei in der Mosbacher Klosterbrauerei (hinter der Mosbacher Stiftskirche). Von E. Ritzhaupt, einem Bruder seiner Mutter, nach Königsberg geholt, eröffnete er 1839 in der Tuchmachergasse ein Mälzenbräuerhaus nach dem neuesten Stand der Technik zur Herstellung von untergärigem Bier. Damit führte er das bayerische Bier in Ostpreußen ein. Bis dahin wurde nur obergäriges Bier getrunken, das aus viel Malz in einer der Brauereien des Löbenichts hergestellt wurde. 1849 verlegte Schifferdecker seine Brauerei nach Ponarth. Nach der Umwandlung in eine Kommanditgesellschaft überließ er die Leitung seinem Bruder Eduard Schifferdecker. Er selbst ging in seine Heimat zurück und kaufte 1873 die Bergheimer Mühle (Heidelberg), die er  zur Portland-Cement-Werk, Heidelberg, Schifferdecker & Söhne umbaute. Aus ihr ging die HeidelbergCement, eine DAX-notierte Aktiengesellschaft, hervor.
Nachdem 1875 der Konkurs abgewendet worden war, zog Schifferdecker wieder nach Königsberg. Als Aufsichtsrat kümmerte er sich um die Brauerei in Ponarth, die als inzwischen größte Brauerei Ostpreußens zur Aktiengesellschaft geworden war.
Schifferdecker war Freimaurer und ab 1878 Mitglied der Königsberger Loge Zum Todtenkopf und Phoenix.
In Königsberg (Ponarth) war die Straße von der Brandenburger Straße zur Krupp-Straße nach Schifferdecker benannt.